# インフィニティ・JX
JXは、日産自動車の米国法人がインフィニティブランドとして製造・販売していた自動車である。

## 概要
インフィニティでは初となる3列シート7人乗りのクロスオーバーSUVである。EXとFXの中間に位置する車種となるが、ボディサイズはFXよりも若干大柄となる。また、インフィニティではI以来途絶えていたFFベースの車種であり、プラットフォームはムラーノや4代目パスファインダーなどと共通のDプラットフォームを採用する。パワートレーンはV6 3.5L VQ35DE型とエクストロニックCVTの組み合わせのみとなり、駆動方式はFFと4WDが用意される。
2013年7月、QR25DEにスーパーチャージャーとモーターを組み合わせた「QX60 HYBRID」を秋に投入することを発表すると同時に、新ネーミング戦略により車名も「QX60」に変更された。
生産は北米日産のテネシー州スマーナ工場にて行われる。

### 年表
2011年8月
ペブルビーチ・コンコース・デレガンス (en:Pebble Beach Concours d'Elegance) にインフィニティJXコンセプトを出展。
2011年11月
ロサンゼルスオートショーにインフィニティJX35を出展。
2012年3月
北米市場で発売開始。
2012年6月
米韓自由貿易協定により韓国日産を通じて韓国市場で発売開始。
2013年7月
北米市場にて2014モデルを発表。同年秋にハイブリッド仕様を追加する予定があることをアナウンスするとともに、車名を「QX60」に変更。